# ماركوس فرازير
ماركوس فرازير (بالإنجليزية: Marcus Fraser)‏ (23 يونيو 1994 باسكتلندا في المملكة المتحدة - ) هو لاعب كرة قدم بريطاني في مركز قلب الدفاع. شارك مع منتخب اسكتلندا تحت 16 سنة لكرة القدم ومنتخب اسكتلندا تحت 17 سنة لكرة القدم ومنتخب اسكتلندا تحت 19 سنة لكرة القدم ومنتخب اسكتلندا تحت 20 سنة لكرة القدم ومنتخب اسكتلندا تحت 21 سنة لكرة القدم. أما مع النوادي، فقد لعب مع نادي روس كاونتي ونادي سلتيك ونادي كاودينبيث لكرة القدم.

## وصلات خارجية
- ماركوس فرازير على موقع الاتحاد الإسكتلندي (الإنجليزية)
- ماركوس فرازير على موقع قاعدة بيانات كرة القدم.إي يو (الإنجليزية)
- ماركوس فرازير على موقع Soccerbase.com (لاعب) (الإنجليزية)
- ماركوس فرازير على موقع Soccerway.com (الإنجليزية)
- ماركوس فرازير على موقع عالم كرة القدم.نت (الإنجليزية)